# PlayOnLinux
PlayOnLinux — це програмне забезпечення, що дозволяє простіше встановити та використовувати численні ігри та додатки, призначені для використання в Microsoft Windows.
В цей момент невелика кількість ігор підтримуєтся системою GNU/Linux, і це є фактором, який негативно впливає на перехід до цього ядра. PlayOnLinux забезпечує безкоштовне, доступне і ефективне вирішення такої проблеми.

## Позитивні сторони
- Ви можете використовувати додатки призначені для Microsoft Windows, не маючи ліцензії Microsoft Windows.
- PlayOnLinux побудований на Wine. Однак всі особливості його використання збережені без необхідності користувачу вникати в деякі складності.
- PlayOnLinux є вільним програмним забезпеченням.
- PlayOnLinux використовує Bash і Python.

## Негативні сторони
PlayOnLinux має деякі неполадки, як і всі інші програмні додатки:
- Рідкісні зниження продуктивності (зображення може бути менш плавним і графіка - менш детальною).
- Не всі ігри підтримуються. Однак Ви можете скористатись стандартними налаштуваннями.

## Особливості
PlayOnLinux для кожної встановленої програми створює спеціальний окремий розділ (WINEPREFIX). Це дозволяє запобігти випадкам конфліктів програм і найкраще налаштувати середовище для роботи кожної програмних додатків. Для програм, які є в онлайн списку, при встановленні префікс налаштовується автоматично. Для інших програм можна вибрати один із готових налаштувань префікса.

## Встановлення
Встановити програму PlayOnLinux можна різними способами:

### Завантажити скомпільований пакет
Можна завантажити скомпільований пакет в вигляді *.tar.gz файлу зі сторінки завантаження [Архівовано 6 квітня 2015 у Wayback Machine.]. Після цього розпакувати його та запустити командою 
```
./playonlinux

```

### Завантаження з репозиторіїв
Для завантаження з репозиторію необхідно виконати наступні команди
```
wget -q "http://deb.playonlinux.com/public.gpg" -O - | sudo apt-key add -
sudo wget http://deb.playonlinux.com/playonlinux_lucid.list -O /etc/apt/sources.list.d/playonlinux.list
sudo apt-get update
sudo apt-get install playonlinux

```

## Дивитись також
Wine

## Зовнішні посилання
https://www.playonlinux.com/en/ [Архівовано 10 травня 2015 у Wayback Machine.] - домашня сторінка PlayOnLinux
https://help.ubuntu.com/community/PlayOnLinux [Архівовано 16 березня 2016 у Wayback Machine.] - PlayOnLinux Ubuntu Documentation